# Dongpo-Akademie
Die Dongpo-Akademie (chinesisch 东坡书院, Pinyin Dōngpō shūyuàn) war eine chinesische Akademie auf dem Gebiet der Großgemeinde Zhonghe (中和镇) der Stadt Danzhou, Hainan, Volksrepublik China. Sie liegt 40 km von der Großgemeinde Nada, dem Hauptort von Danzhou, entfernt.
Die Dongpo-Akademie wurde ursprünglich 1098 erbaut zum Gedächtnis an den großen Literaten aus der Song-Dynastie Su Dongpo (Su Shi), der hier in Verbannung lebte. 
In der Zaijiu-Halle (Zaijiu tang 载酒堂) lebte und lehrte Su Dongpo während seiner Verbannung.  
Die Dongpo-Akademie steht seit 1996 auf der Liste der Denkmäler der Volksrepublik China (4-182)
Koordinaten: 19° 44′ 31″ N, 109° 21′ 18″ O